# ドーパミント!
「ドーパミント!」は、日本のバンド東京事変による楽曲。配信限定シングルとして2010年7月28日にリリースされた。

## 概要
この楽曲は2010年7月28日に「天国へようこそ」と共にリリースされたデジタル・ダウンロードシングル。バンドのボーカル・椎名林檎本人が出演する江崎グリコ「ウォータリングキスミント」のCMソングに、「能動的三分間」「勝ち戦」に続く第3弾として起用された。バンドメンバー全員が持ち寄った楽曲の中から締め切り前日の夜中に伊澤一葉が滑り込みで作ってきた曲をCMの監督が選び、椎名がそれに歌詞を付けた。

## 各バージョン
全バージョンとも作詞を椎名林檎、作曲を伊澤一葉、編曲を東京事変が担当。
ドーパミント!
配信シングルとしてリリースされたオリジナル・バージョン。歌詞に「BPM119」とあるように、曲のBPMも119となっている。CDボックスセット『Hard Disk』収録の「Recovery Disc」で初めてCD音源化された。
ドーパミント! BPM103
5枚目のアルバム『大発見』に収録された新録バージョン。オリジナルバージョンが「BPM119」であるのに対し、このバージョンは、タイトル通り「BPM103」である。それに伴い、オリジナルでは「BPM119」「BPM238」となっている部分の歌詞が、それぞれ「BPM103」「BPM206」に変更されている。